# Gondomar (Galiza)
Gondomar é um município da Espanha na província de Pontevedra, comunidade autónoma da Galiza. Tem 74,5 km² de área e em 2021 tinha 14 920 habitantes (densidade: 200,3 hab./km²).

## Demografia
| Variação demográfica do município entre 1991 e 2004 | Variação demográfica do município entre 1991 e 2004 | Variação demográfica do município entre 1991 e 2004 | Variação demográfica do município entre 1991 e 2004 |
| --------------------------------------------------- | --------------------------------------------------- | --------------------------------------------------- | --------------------------------------------------- |
| 1991                                                | 1996                                                | 2001                                                | 2004                                                |
| 10551                                               | 11147                                               | 12176                                               | 12121                                               |

## Patrimônio edificado
- Fortaleza de Gondomar

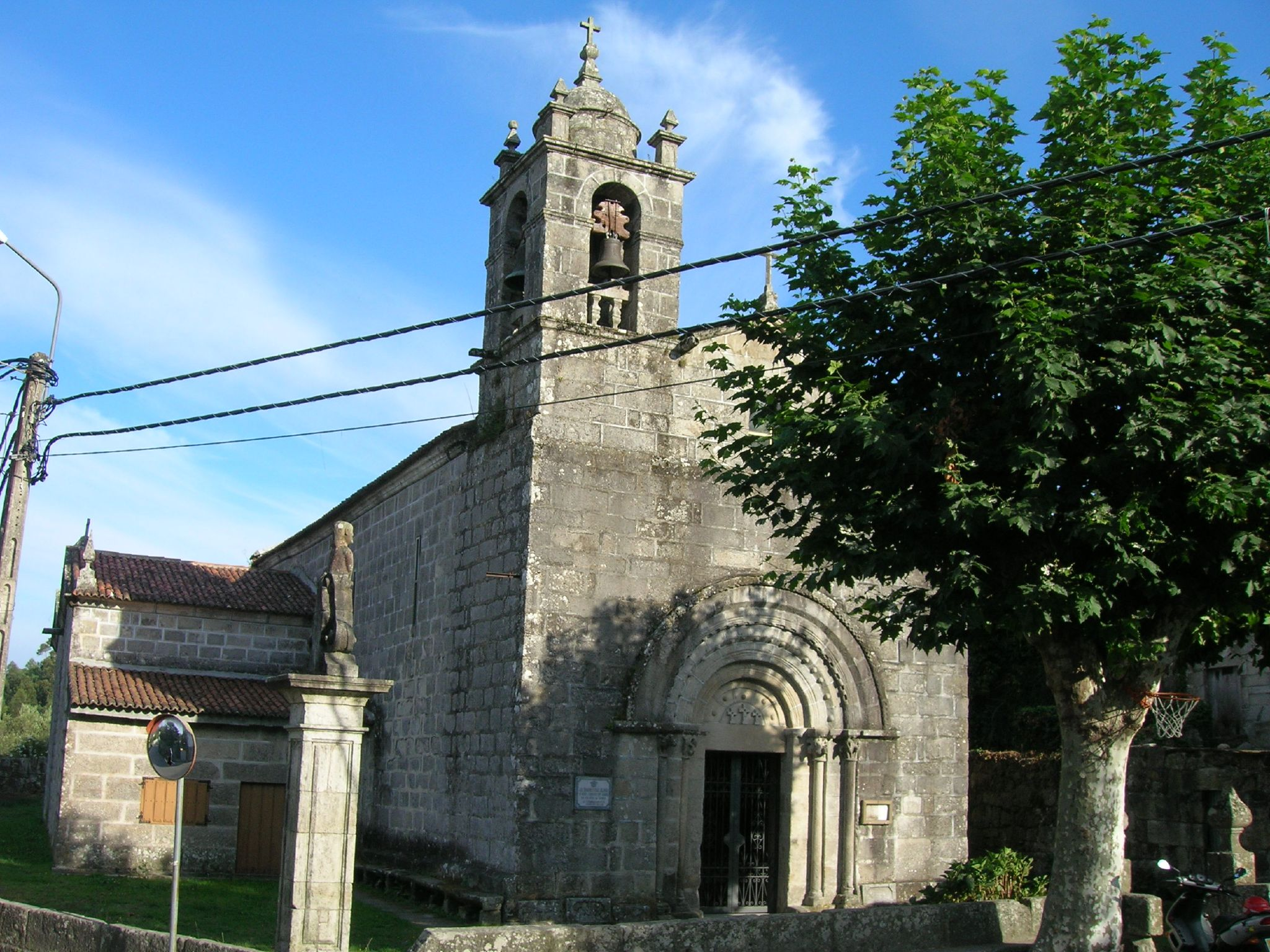
Santa Baia, Donas, Gondomar.
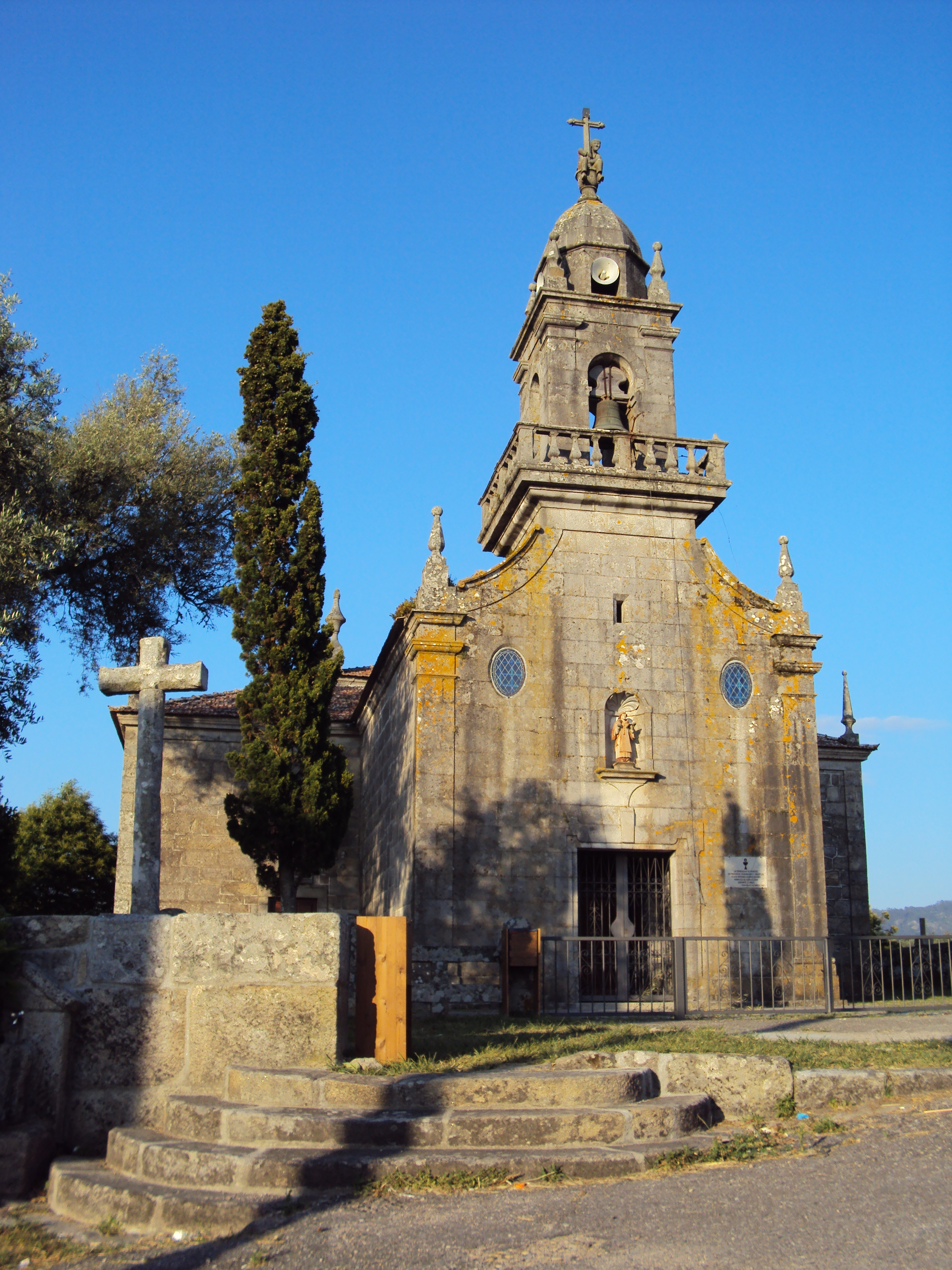
San Vicente, Mañufe, Gondomar.
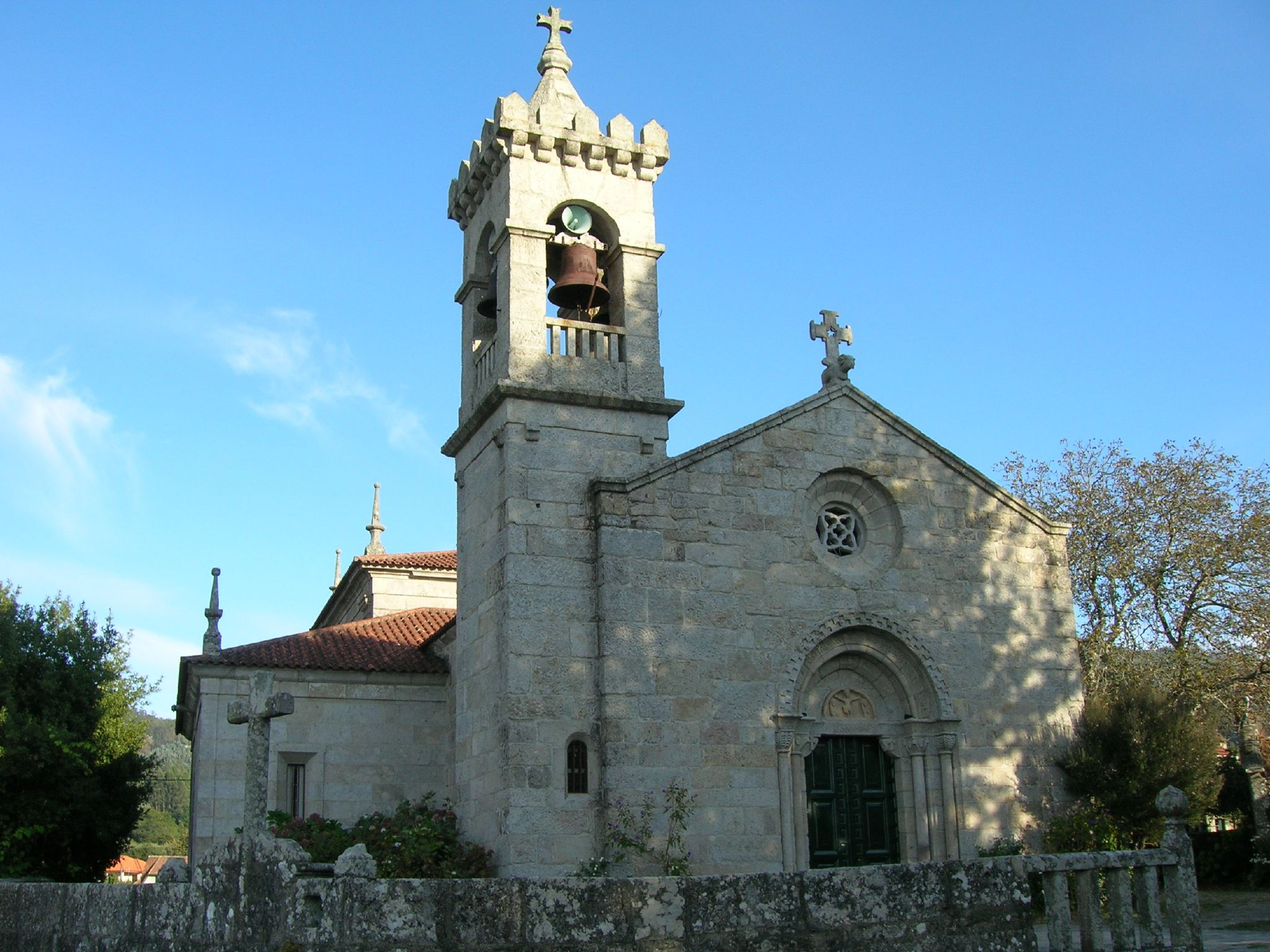
San Miguel, Peitieiros, Gondomar.